# Митчелл (округ, Канзас)
Ми́тчелл (англ. Mitchell County; стандартное обозначение MC) — округ в штате Канзас, США. Официально образован 26 февраля 1867 года. По состоянию на 2010 год, численность населения составляла 6 373 человека.

## География
По данным Бюро переписи США, общая площадь округа равняется 1 862,600 км2, из которых 1 817,638 км2 суша и 44,962 км2 или 2,410 % это водоёмы.

## Население
По данным переписи населения 2010 года в округе проживает 6 373 жителей в составе 2 790 домашних хозяйств и 1 725 семей. Плотность населения составляет 3,40 человек на км2. На территории округа насчитывается 3 296 жилых строений, при плотности застройки около 1,70-ти строений на км2. Расовый состав населения: белые — 97,97 %, афроамериканцы — 0,20 %, коренные американцы (индейцы) — 0,37 %, азиаты — 0,29 %, гавайцы — 0,07 %, представители других рас — 0,26 %, представители двух или более рас — 0,80 %. Испаноязычные составляли 1,14 % населения независимо от расы.
В составе 24,30 % из общего числа домашних хозяйств проживают дети в возрасте до 18 лет, 52,29 % домашних хозяйств представляют собой супружеские пары проживающие вместе, 6,23 % домашних хозяйств представляют собой одиноких женщин без супруга, 38,17 % домашних хозяйств не имеют отношения к семьям, 33,08 % домашних хозяйств состоят из одного человека, 15,12 % домашних хозяйств состоят из престарелых (65 лет и старше), проживающих в одиночестве. Средний размер домашнего хозяйства составляет 2,20 человека, и средний размер семьи 2,77 человека.
Возрастной состав округа: 21,44 % моложе 18 лет, 8,00 % от 18 до 24, 19,83 % от 25 до 44, 29,67 % от 45 до 64 и 29,67 % от 65 и старше. Средний возраст жителя округа 45.6 лет. На каждые 100 женщин приходится 102,00 мужчин. На каждые 100 женщин старше 18 лет приходится 102,20 мужчин.
Средний доход на домохозяйство в округе составлял 44 247 USD, на семью — 54 502 USD. Среднестатистический заработок мужчины был 30 044 USD против 20 094 USD для женщины. Доход на душу населения составлял 23 350 USD. Около 4,90 % семей и 8,26 % общего населения находились ниже черты бедности, в том числе — 12,04 % молодёжи (тех, кому ещё не исполнилось 18 лет) и 12,33 % тех, кому было уже больше 65 лет.